# Gablonzer Industrie
Als Gablonzer Industrie (historisch auch Gablonzer Bijouterie) wird das Mitte des 19. Jahrhunderts entstandene Herstellungs- und Vermarktungsnetzwerk der meist kleineren Modeschmuckhersteller in der böhmischen Stadt Gablonz an der Neiße bezeichnet. Vor dem Zweiten Weltkrieg umfasste der lose organisierte Verbund bis zu 4000 Betriebe. Nach der Vertreibung und der regional fokussierten Neuansiedlung der Unternehmen in Westdeutschland wurde das Unternehmensnetzwerk durch die Gründung des Bundesverbands der Gablonzer Industrie institutionalisiert und steht heute für 100 noch verbliebene Hersteller mit einem Umsatzvolumen von rund 260 Millionen Euro.

## Geschichte
Die Gablonzer Industrie entwickelte sich mit der Produktion von Modeschmuck und Glaskurzwaren (Gablonzer Bijouterie) zum wichtigsten Wirtschaftsfaktor der Region. Bekannt wurde die Region weiterhin durch die Produktion des Gablonzer Christbaumschmucks. Seit Ende des Zweiten Weltkriegs liegt ein Zentrum der Gablonzer Industrie in und um Kaufbeuren im Ostallgäu. Noch immer bildet die Gablonzer Industrie das räumliche Zentrum der deutschen Modeschmuckindustrie. Nach wie vor werden Modeschmuck und Schmuckkomponenten gefertigt, veredelt und international vertrieben. Darüber hinaus werden auch Zulieferkomponenten für zahlreiche andere Branchen produziert. Die Strukturmerkmale machen die Gablonzer Industrie in Neugablonz zu einem Industrial district.
Die Gablonzer Industrie stammt ursprünglich aus der Region um Gablonz in Böhmen. Sie entwickelte sich aus der im 16. Jahrhundert im Isergebirge angesiedelten Hohlglasindustrie. Um die Mitte des 18. Jahrhunderts wurden Glaskurzwaren wie Lüsterbehang, Perlen, später Steine und Knöpfe hergestellt. Gegen Ende des 18. Jahrhunderts kam die Fertigung von Modeschmuck hinzu. Mit Einsetzen der Industrialisierung erlebte die Gablonzer Industrie ein starkes Wachstum. Dies zeigt sich unter anderem an der Bevölkerungsentwicklung der Stadt Gablonz. Entsprechend hoch war auch das Steueraufkommen der Gablonzer Industrie. Der Vertrieb war stark exportorientiert, die Märkte für Gablonzer Produkte lagen in allen Kontinenten. Mit der Vertreibung der deutschen Bevölkerung nach Ende des Zweiten Weltkrieges entstanden in Westdeutschland mehrere Neugründungen der Gablonzer Industrie (u. a. in Karlsruhe, Schwäbisch Gmünd und Weidenberg). Die größte Neuansiedlung erfolgte in Kaufbeuren und führte sogar zur Gründung eines neuen Stadtteils, der seit 1952 Neugablonz heißt. Auch in Österreich erfolge eine Neuansiedlung in Neugablonz (Enns).
Bereits 1870 wurde die Kunstgewerbliche Staatsfachschule gegründet, die Nachwuchs für die Industrie bis zum Meisterbrief ausbildete. Nach der Vertreibung wurde die Schule als Staatliche Berufsfachschule für Glas und Schmuck in Neugablonz neu gegründet.

## Aktuelles
Die Gablonzer Industrie ist vor allem bekannt durch die Herstellung von Modeschmuck und modischen Accessoires. Neben den klassischen Geschäftsfeldern werden aber auch die Automobilindustrie, Luft- und Raumfahrttechnik, Medizintechnik, Haushaltsgeräteindustrie und Sanitärtechnik mit Präzisionsteilen und Baugruppen beliefert.
Die Gablonzer Industrie besteht meist aus Klein- und kleinen mittelständischen Betrieben, ein typisches Unternehmen beschäftigt zwischen 15 und 30 Mitarbeiter. In sich ist die Gablonzer Industrie sehr heterogen, die Unternehmen sind oft spezialisiert. Die Kompetenzen umfassen Glasherstellung, Glas-, Kunststoff- und Metallverarbeitung, Veredelung der Materialien, Dienstleistungen wie Werkzeug- und Formenbau. An der Herstellung fertiger Produkte sind in der Regel mehrere Betriebe beteiligt. Alle relevanten Leistungen und Halbfabrikate können in und um Neugablonz von verschiedenen Unternehmen erbracht werden. Die Betriebe arbeiten miteinander, konkurrieren aber auch miteinander. Vor diesem Hintergrund wird die Gablonzer Industrie als Verbundindustrie bezeichnet. Diese Struktur verleiht der Gablonzer Industrie eine hohe Anpassungsfähigkeit an aktuelle Veränderungen und wechselnde Anforderungen.
Die Gablonzer Industrie bildet einen regionalen Kompetenzschwerpunkt. Mit ihren internen Strukturen kommt sie dem Idealtypus eines Industrial districts sehr nahe.
Ein Querschnitt durch das aktuelle Produktspektrum ist in der Erlebnisausstellung der Gablonzer Industrie zu sehen. Wie die Schmuckwelten in Pforzheim steht die Erlebnisausstellung sowohl Fachbesuchern als auch Privatbesuchern offen. Am Originalproduktionsort sind ebenfalls mehrere Museen errichtet worden, das größte in Jablonec selbst. Ein weit bekannterer Vertreter der ursprünglich Gablonzer Bijouterie ist heute die Firma D. Swarovski in Österreich.
Gegenwärtig besteht die Gablonzer Industrie aus mehr als 100 Unternehmen, die ihren räumlichen Schwerpunkt in Kaufbeuren und der näheren Umgebung haben. Insgesamt beschäftigen die Mitglieder des Bundesverbands der Gablonzer Industrie etwa 1300 betriebliche Mitarbeiter und mehrere Hundert Heimarbeiter. Letztere betreiben teilweise eigene Druckhütten für einfache Produktionsschritte. Mit einem Gesamtumsatz von ca. 260 Millionen Euro (2007) gehört die Gablonzer Industrie zu den wichtigsten Wirtschaftsfaktoren des Allgäus.

## Bundesverband der Gablonzer Industrie
Der Bundesverband der Gablonzer Industrie ist das organisatorische Dach der Gablonzer Industrie in Deutschland. Seine Vorläuferorganisationen wurden 1946 (Allgäuer Glas- und Schmuckwaren-Genossenschaft) und 1948 (Verband der Gablonzer Industrie in den vereinigten Westzonen) gegründet. Aktuell betreut er etwa 90 Mitgliedsunternehmen. Zu seinen Aufgabenbereichen als Arbeitgeberverband gehören das eigenständige Tarifwesen der Gablonzer Industrie, Fachinformationen, Interessenvertretung und Vertriebsunterstützung.